# Sōhei

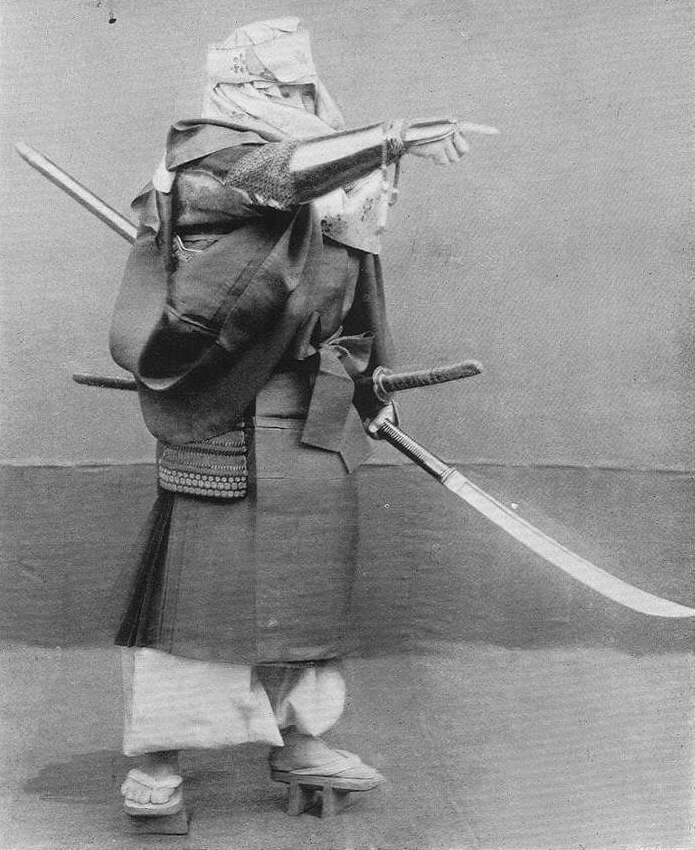
Japansk sōhei-krigarmunk från kamakuraperioden (1185–1333) med rustning och naginata.

Sōhei (japanska: 僧兵, ungefär ”munkkrigare”), historiskt även kallade buddhasoldater, var buddhistiska krigarmunkar i Japan under forntiden och medeltiden i Japans historia. Vid vissa tillfällen i historien hade de betydande makt, vilket tvingade de imperialistiska och militära regeringarna att samarbeta.